# Gennaro Langella
Gennaro Adriano Langella, detto Gerry Lang (New York, 30 dicembre 1938 – Springfield, 15 dicembre 2013), è stato un mafioso statunitense appartenente alla famiglia Colombo di New York. Nel corso della sua carriera criminale, Langella raggiunse posizioni di grande rilievo, diventando sottocapo e successivamente capo ad interim dell'organizzazione.

## Biografia
Langella nacque a Brooklyn, New York, nel 1938, da immigrati di prima generazione originari della Campania, in Italia. Fin da giovane strinse un forte legame con Carmine Persico, futuro boss mafioso. Secondo diverse fonti, Langella sarebbe stato iniziato segretamente come "uomo d'onore" nella famiglia Colombo, in un periodo in cui le famiglie mafiose di New York avevano sospeso l'ammissione di nuovi membri. È inoltre padre di Vincent Langella, presunto affiliato della stessa organizzazione.
Lo scrittore specializzato in criminalità Selwyn Raab ha descritto Langella come:
... un usuraio spietato e arrogante, coinvolto anche nel traffico di droga. Il suo linguaggio era spesso volgare. Era noto per la sua vanità e il gusto per l’abbigliamento ricercato: preferiva completi doppiopetto, camicie sportive con colletto aperto e occhiali da sole avvolgenti, in contrasto con lo stile più sobrio dei gangster ritratti a Hollywood. Frequentava abitualmente il ristorante Casa Storta, a Bensonhurst, Brooklyn, dove organizzava incontri con i suoi associati.

## Carriera criminale

### Famiglia Colombo
Langella scalò rapidamente le gerarchie della famiglia mafiosa Colombo. Negli ultimi anni '70 e nei primi anni '80, durante la detenzione di Carmine Persico, Langella assunse contemporaneamente il ruolo di sottocapo e, di fatto, anche quello di capo ad interim, mentre Persico si nascondeva per sfuggire a diverse incriminazioni federali. Langella gestiva direttamente numerose attività illecite legate al mondo del lavoro, tra cui la partecipazione della famiglia al cosiddetto "Concrete Club", e controllava diversi sindacati, come il Cement and Concrete Workers District Council, Sezione Locale 6A.
Durante il suo periodo come boss reggente, Langella si avvaleva come consigliere di Ralph Scopo Jr., figlio di Ralph Scopo Sr., storico soldato della famiglia Colombo.

## Arresto e condanne
Il 14 ottobre 1984, Langella, Persico e altri membri della famiglia Colombo furono incriminati per associazione a delinquere e estorsione secondo la legge RICO, nell’ambito del cosiddetto "Processo Colombo" (Colombo trial). Successivamente, il 25 febbraio 1985, Langella e altri capi mafiosi furono nuovamente accusati nel celebre Processo alla Commissione mafiosa (Mafia Commission Trial).
Nel marzo del 1985, Langella venne condannato a 10 anni di carcere e a una multa di 15.000 dollari per falsa testimonianza e intralcio alla giustizia. In seguito, nel processo contro la famiglia Colombo, il 17 novembre 1986, gli vennero inflitti altri 65 anni di reclusione.
Durante il Processo alla Commissione mafiosa , Langella si dichiarò non colpevole insieme agli altri imputati, il 1° luglio 1985. Tuttavia, il 19 novembre 1986, venne riconosciuto colpevole, assieme a Persico e ad altri alti esponenti di Cosa Nostra statunitense. Il 13 gennaio 1987, Langella fu condannato a ulteriori 100 anni di carcere, da scontarsi consecutivamente alla precedente condanna di 65 anni, oltre a una multa di 240.000 dollari, senza possibilità di libertà condizionata.

## Morte
Langella trascorse i suoi ultimi anni detenuto presso lo United States Medical Center for Federal Prisoners (MCFP) di Springfield, Missouri, dove morì il 15 dicembre 2013.